# Umeå universitet
Umeå universitet er et svensk statligt universitet, som blev grundlagt i 1965 i Umeå, som landets femte universitet, for at øge den akademiske viden i det nordlige Sverige. Størrelsesmæssigt er Umeå universitet sammenligneligt med Linköpings universitet, som landets femte-sjette største universitet, målt på antal studerende. I 2012 havde universitetet tæt på 4 300 ansatte og omsatte for ca. 3,9 milliarder svenske kroner. Det regnes for at være et af verdens 200-300 bedste universiteter og som det 5'te til 8'ende i Sverige.
Universitetet er organiseret i fire fakulteter som tilsammen tegner sig for ca. 50 institutioner, ca. 20 forskringscentre samt otte professionshøjskoler, hvor de senest tilkomne er Lærerhøjskolen (2008/2009), Arkitekthøjskolen (2009), og Idrætshøjskolen (2013). Samlet set blev det i 2012 vurderet at der var 34 225 studerende (omtrent 17 000 helårsstudiepladser), ud af hvilke ca. 1 300 udfører studier på forskerniveu. 2012 blev der i alt afholdt 4 063 eksaminer, inklusive magister- og masterniveau.
Selv om Umeå universitet også står for uddannelse i Kiruna, Lycksele, Skellefteå og Örnsköldsvik – med veludbyggede campus de to sidstnævnte steder – er det et karakterisktisk træk at de allerfleste af universitetets uddannelser og forskningscentre er samlet omkring Umeå Campus. En vis nyordning påbegyndtes i løbet af 2009 med projektet Kunstcampus i det centrale Umeå, hvor Designhøjskolen og Kunsthøjskolen fik fra efteråret 2010 selskab af den nye Arkitektuddannelse. I foråret 2012 flyttede Bildmuseet også dertil, samtidig med at HUMlab etablerede en filial, kaldet HUMlab-X. Umeå kunstcampus blev indviet i maj 2012.

## Ekstern henvisning
- Umeå Universitets hjemmeside
- 40 sidor av Umeå universitet. Udgivet i forbindelse med 40-års jubileet i 2005 (PDF).
- Umeå universitetsbibliotek
- Kempestiftelserna Arkiveret 16. august 2014 hos  Wayback Machine
- Alla studenterforeningerne ved universitetet
- Overvågningeskamera der viser, hvad studenter og ansatte på universitetet foretager sig Arkiveret 16. marts 2010 hos  Wayback Machine

| Skole | Spire Denne artikel om en skole, en uddannelsesinstitution eller uddannelse er en spire som bør udbygges. Du er velkommen til at hjælpe Wikipedia ved at udvide den. |

63°49′14″N 20°18′13″Ø / 63.82056°N 20.30361°Ø